# Nensi Dojaka
Nensi Dojaka (ur. 1993 w Tiranie) – brytyjska projektantka mody pochodzenia albańskiego.

## Życiorys
Urodziła się w 1993 roku w Tiranie. Ukończyła London College of Fashion robiąc dyplom z bieliźniarstwa oraz projektowanie w Central Saint Martins. Współpracuje z polskim projektantem (również absolwentem Central Saint Martins) Michałem Wiśniewskim. Wspólnie przygotowali w 2021 roku pierwszy samodzielny pokaz kolekcji na sezon wiosna–lato 2022.
W 2021 roku otrzymała nagrodę francuskiego koncernu LVMH (300 tysięcy euro i roczne wsparcie koncernu) oraz nagrodę dla najbardziej obiecującej młodej projektantki podczas gali Fashion Awards w Londynie. Została wybrana Kobietą roku 2022 magazynu Glamour.

## Nagrody
- 2021: LVMH Prize[4]
- 2021: Emerging Designer Talent Award podczas Fashion Awards 2021[4]
- 2022: Women of the Year Award magazynu Glamour[1]